# Bill McKay
Pour les articles homonymes, voir McKay.

a Compétitions nationales et continentales officielles uniquement.

b Matchs officiels uniquement.
Dernière mise à jour le 8 mars 2023.
James William McKay, plus connu comme Bill McKay, est né le 12 juillet 1921 à Waterford (Irlande), décédé le 15 octobre 1997 à Gisborne (Nouvelle-Zélande). C’est un joueur de rugby à XV, qui joue avec l'équipe d'Irlande de 1947 à 1952, évoluant au poste de troisième ligne aile. 
Il a obtenu 23 sélections nationales avec l'équipe d'Irlande. 
Il remporte le Grand Chelem en 1948 au sein d'une brillante équipe qui gagne deux autres fois le Tournoi en 1949 et 1951.

## Équipe nationale
Il a eu sa première cape internationale, le 25 janvier 1947 avec l'équipe d'Irlande, à l’occasion d’un match du Tournoi contre l'équipe de France. Son dernier match eut lieu le 26 janvier 1952 contre l'équipe de France.
Il participe au Tournoi des Cinq Nations de 1947 à 1952 sans rater une édition.
Il a joué avec les Lions britanniques en 1950 (Nouvelle-Zélande et Australie).

## Palmarès
- 23 sélections
- 3 essais
- 9 points
- Sélections par année : 5 en 1947, 4 en 1948, 4 en 1949, 4 en 1950, 5 en 1951 et 1 en 1952
- Tournois des Cinq Nations disputés: : 1947, 1948, 1949, 1950, 1951, 1952.